# Stevensia
Stevensia là một chi thực vật có hoa trong họ Thiến thảo (Rubiaceae).

## Loài
Chi Stevensia gồm các loài: